# Sala Newman
La Sala Newman és una sala situada dins l'Escola Sant Felip Neri, la qual en els seus orígens va fer la funció de sala de conferències. El seu nom es deu al Cardenal John Henry Newman. Quan s'urbanitzà l'actual plaça de Sant Felip Neri aquesta sala quedà a l'interior de la façana de la casa renaixentista del gremi dels Calderers. L'escala de pedra que permet l'accés a la Sala Newman originàriament formava part de l'Església de Sant Felip Neri, estava situada entre l'absis i la capella del Santíssim, i permetia l'accés amb el carrer de la Palla. Aquests esglaons es van traslladar per permetre l'accés a la Sala Newman.